# 大久保祥太郎
大久保 祥太郎（おおくぼ しょうたろう、1995年8月27日 - ）は、日本の俳優。若手男性俳優集団D2およびD-BOYSのメンバーであり、劇団阿佐ヶ谷スパイダース団員。
東京都出身。ワタナベエンターテインメント所属。

## 略歴
子役として活動を始め、舞台・映画・テレビ番組や吹き替えなどで活動する。
ワタナベエンターテイメントスクール（13期）を卒業。『ミュージカル・テニスの王子様』のオーディションに合格したことを機にワタナベエンターテインメント所属となり、2010年12月にD2に加入する。
2013年10月、D2がD-BOYSに加入し、D-BOYSのメンバーとなる。
2018年2月より劇団阿佐ヶ谷スパイダースにオーディションを経て新メンバーとして入団する。

## 出演

### テレビドラマ
- 新選組!（2004年、NHK）
- 電池が切れるまで（2004年、テレビ朝日）
- 安宅家の人々（2008年、フジテレビ） - 安宅宗一〈幼少〉 役
- 恋する日曜日第3シリーズ ジャスト・ニート（2007年、BS-i） - 高橋進介 役
- 水戸黄門 第35部 第12話（2006年、TBS） - 松井直充 役
- 濃姫（2012年、テレビ朝日） - 斎藤孫四郎 役
- D×TOWN 第3弾「ボクらが恋愛できない理由」（2012年6月、テレビ東京） - 沼津隆 役
- 白虎隊〜敗れざる者たち（2013年1月2日、テレビ東京） - 簗瀬武治 役
- リテイク 時をかける想い 第6話（2017年1月14日、フジテレビ）- 向田英雄 役
- 仮面ライダーエグゼイド 第20話（2017年2月26日、テレビ朝日系）- 江上大介 役
- お前はまだグンマを知らない 第1話（2017年3月6日、日本テレビ系）
- ファイブ 第3話（2017年7月3日、フジテレビ）- 坂東良治 役
- 大富豪同心（2019年） - 左右吉
- 病室で念仏を唱えないでください 第6話（2020年2月21日、TBSテレビ） - 原 役
- 家政夫のミタゾノ 第7シーズン 第4話（2025年2月4日、テレビ朝日） - 工藤耕一の部下 役[8]

### 映画
- 木更津キャッツアイ 日本シリーズ（2003年）
- ハッピーフライト（2008年11月15日）
- ジョーカーゲーム（2012年12月22日） - 高島洋平 役
- バルーンリレー（2012年） - 菊池隼人 役
- 鈴木先生（2013年1月12日）
- ヌイグルマーZ（2014年）
- 神さまの言うとおり（2014年）
- 闇金リアルゲーム（2017年）
- 引っ越し大名!（2019年8月30日）

### 舞台
- 仁淀川（2002年）
- おもろい女（2004年）
- レ・ミゼラブル（2005年 - 2006年） - ガブローシュ 役
- マリー・アントワネット（2006年 - 2007年） - ルイ・シャルル 役
- ピーター・パン（2007年・2008年） - ジョン 役
- ミュージカル・テニスの王子様2ndシーズン（2011年 - 2014年） - 金田一郎 役
- ミュージカル 源氏物語×大黒摩季songs〜ボクは、十二単に恋をする〜（2012年）
- ミュージカル ドリームハイ（2012年）
- Dステ 12th「TRUMP」（2013年） - モロー 役
- 巴御前 女武者伝説（2013年）
- イーハトーボの劇列車（2013年）
- 東京ハートブレイカーズ「チルドレン」（2014年2月 - 3月）
- 原点進化劇場 AOYAMA メモリアルホラー「怪談・にせ皿屋敷」（2014年6月）
- つかこうへいダブルス2014「新・幕末純情伝」「広島に原爆を落とす日」（2014年） - 瓦版屋 / 山崎部隊隊員 役
- ALTAR BOYZ（2014年11月 - 12月）新生RED
- つかこうへい TRIPLE IMPACT「初級革命講座 飛龍伝」（2015年2月14日）-前説ゲスト出演
- 三匹のおっさん（2015年9月 - 12月） - 清田祐希 役
- SHOW HOUSE「GEM CLUB」（2016年3月 - 4月）
- 悪い芝居 vol.18『メロメロたち』（2016年7月）- 一万緑朗 役
- Dステ 19th「お気に召すまま」（2016年10月-11月） - シルヴィアス 役
- TRUMPシリーズ『グランギニョル』（2017年7月 - 8月） - オズ 役
- シス・カンパニー『近松心中物語』（2018年1月 - 2月）
- 梅棒 8th SHOW『Shuttered Guy』（2018年3月 - 4月）
- 阿佐ヶ谷スパイダース『MAKOTO』（2018年8月 - 9月）
- KAAT神奈川芸術劇場プロデュース『オイディプスREXXX』（2018年12月）
- タカハ劇団第15回公演『僕らの力で世界があと何回救えたか』（2019年2月）
- TRUMPシリーズ『COCOON 月の翳り星ひとつ』（2019年5月 - 6月）- ジョルジュ 役
- 阿佐ヶ谷スパイダース『桜姫～燃焦旋律隊殺於焼跡』（2019年9月）
- シス・カンパニー『風博士』（2019年 - 2020年）
- オフブロードウェイ・ミュージカル『bare』（2020年1月 - 2月）- ピーター 役(Wキャスト)
- 岡山子ども未来ミュージカル『ハロルド！』（2020年3月）※公演中止
- 『イヌビト〜犬人〜』（2020年8月）
- TRUMPシリーズ『音楽朗読劇「黑世界 〜リリーの永遠記憶探訪記、或いは、終わりなき繭期にまつわる寥々たる考察について〜」』（2020年9月 - 10月）
- オレステスとピュラデス（2020年11月28日 - 12月13日、KAAT神奈川芸術劇場）
- ロミオ＆ジュリエット（2021年5月 - 7月） - マーキューシオ 役（新里宏太とWキャスト）[3]
- ドッグファイト（2021年9月、シアタークリエ） - バーンスタイン 役[9]
- TRUMPシリーズ『ヴェラキッカ』（2022年1月 - 2月）- クレイ・ヴェラキッカ 役
- next to normal（2022年3月 - 4月）- ヘンリー 役
- 『FLAGLIA THE MUSICAL』～ゆきてかえりし物語～（2023年2月） - インデックス 役
- 明るい夜に出かけて（2023年3月 - 4月） - 鹿沢大介 役[10]
- 音楽劇『瀧廉太郎の友人、と知人とその他の諸々』（2024年5月） - 岡野貞一 役[11]
- 朗読劇「光られし女ども」（2024年11月）
- 池袋サンシャイン座長フェスティバル 〜「堂々めぐりの人斬り狼」&「西部のハリーはあばれ馬」〜（2025年2月）[12]
- 遠山ドラマティア「illuminaTe The Room」（2025年4月 - 5月）[13]
- ミュージカル『のだめカンタービレ』シンフォニックコンサート！（2025年9月〈予定〉） - 奥山真澄 役[14]

### ライブ・イベント
- ライブ「SOS．com」（2016年1月17日）
- D2LIVE「～さてと、大人でもやりますか～」（2016年2月27日）

### テレビアニメ
- 凧になったお母さん（2003年、テレビ朝日） - カッちゃん 役
- 太陽の黙示録（2006年、WOWOW） - 柳舷一郎（少年時代） 役[15]
- ぼくの防空壕（2005年、テレビ朝日） - ゆうちゃん 役
- ルパン三世 霧のエリューシヴ（2007年、日本テレビ） - タカヤ 役[16]

### 吹き替え
- マトリックス リローデッド（ワーツ）
- スパイダーマン2（2004年）
- WITHOUT A TRACE/FBI 失踪者を追え!3 第13話（2005年、NHK-BS2） - エリオット 役
- ラマになった王様2 クロンクのノリノリ大作戦（2006年） - ティポ 役
- X-MEN:ファイナル ディシジョン（2006年劇場公開版） - エンジェル〈少年時代〉 役
- パイレーツ・オブ・カリビアン/ワールド・エンド（2007年） - 囚人の少年 役、ウィルJr. 役
- スパイダーウィックの謎（2008年） - ジャレッド/サイモン 役

### ラジオドラマ
- 青春アドベンチャー（NHK-FM）
  - 精霊の守り人（2006年8月7日 - 18日） - チャグム 役
  - 白銀騎士団 -高貴なる亡霊-（2025年2月24日 - 3月7日） - キヨアキ 役[17]
  - 山のスケッチブック（2025年6月30日 - 7月4日）[18]
    - 第1回『やまびこがかり』（2025年6月30日）[19] - 水上 役
    - 第2回『背負子の中』（2025年7月1日）[20] - 主演・安藤 役
    - 第3回『父のレコード』（2025年7月2日）[21] - サカイ 役
    - 第4回『今夜が山田』（2025年7月3日）[22] - 主演・ヤマト 役
    - 第5回『富士山の見える場所』（2025年7月4日）[23] - 健太 役

### バラエティ
- 痛快TV スカッとジャパン 2時間SP（2016年11月21日、フジテレビ）
- TV・局中法度!（2012年10月 - 2013年3月、テレビ神奈川・千葉テレビ放送・テレビ埼玉・サンテレビジョン） - 馬越三郎 他 役
- 痛快TV スカッとジャパン（2019年8月5日、フジテレビ）

### ミュージック・ビデオ
- シクラメン「101」（2014年）

### CM
- ベネッセコーポレーション「進研ゼミ高校講座『歌う新高1生』篇」（2012年）